# エスワティニにおけるLGBTの権利
エスワティニにおけるLGBTの権利（エスワティニにおけるLGBTのけんり）では、エスワティニ（旧称スワジランド）におけるLGBTの法的状況について扱う。
エスワティニでは、肛門性交を伴う男性の同性愛行為は違法になるが、女性の同性愛行為は違法ではない。また、スワジ人の伝統的な生活習慣では女性の同性婚が認められていたが、現行法では認められていない。性的指向に対する差別からの法的保護も特に定められていない。